# Anolis allisoni
Anolis allisoni, aus der Gruppe der Leguanartigen  gehört zu den Anolis-Echsen, mit 436 Spezies die artenreichste Echsengattung. Die auf Kuba endemischen Echsen leben in offenen und geschlossenen Wäldern, vor allem in niedrigen Büschen und Sträuchern, bei dichter Krone auch auf mittelgroßen Bäumen auf. Die tagaktiven Tiers sind auch in Kulturlandschaften anzutreffen.

## Beschreibung
Die Männchen erreichen eine Maximalgröße von 25 Zentimeter und sind vorwiegend grün, die Weibchen können 18 Zentimeter lang werden und sind eher bräunlich. Anolis allisoni verfügen über die Fähigkeit, ihr Farbkleid von hellen Grüntönen bis hin zu dunklen Brauntönen zu wechseln. Je nach Stimmung erscheinen beim Männchen in der Kopfregion und am Vorderkörper Blautöne. Die Kehlfahne ist meist weinrot bis violett.

## Taxonomie

### Erstbeschreibung
Die Erstbeschreibung erfolgte 1928 durch Thomas Barbour.

## Lebensweise
Die Tiere ernähren sich überwiegend von Wirbellosen und leben im gleichen Biotop wie Anolis porcatus, wo sie oft auf Thrinax oder Kokospalmen zu finden sind. Männchen sind untereinander unverträglich. Anolis allisoni verringert seine Aktivität von Januar bis März.

## Vermehrung
Ein Gelege besteht aus einem bis zwei Eiern, die alle drei bis sechs Wochen in der Hauptaktivitätszeit von Mai bis Oktober abgelegt werden. Zur Eiablage sucht das Weibchen den Bodengrund auf, wo es die Eier etwa zwei bis fünf Zentimeter tief vergräbt. Insgesamt können die Weibchen bis zu 20 Eier im Jahr ablegen. Die Inkubationszeit beträgt etwa 60 bis 70 Tage. Jungtiere sind nach dem Schlupf zunächst braun.

## Gefährdungsstatus
Nach den IUCN-Kriterien wird Anolis allisoni als Least Concern (LC) eingestuft und gilt somit ungefährdet.

## Terraristik
Anolis allisoni ist ein beliebtes Tier in der Terraristik.

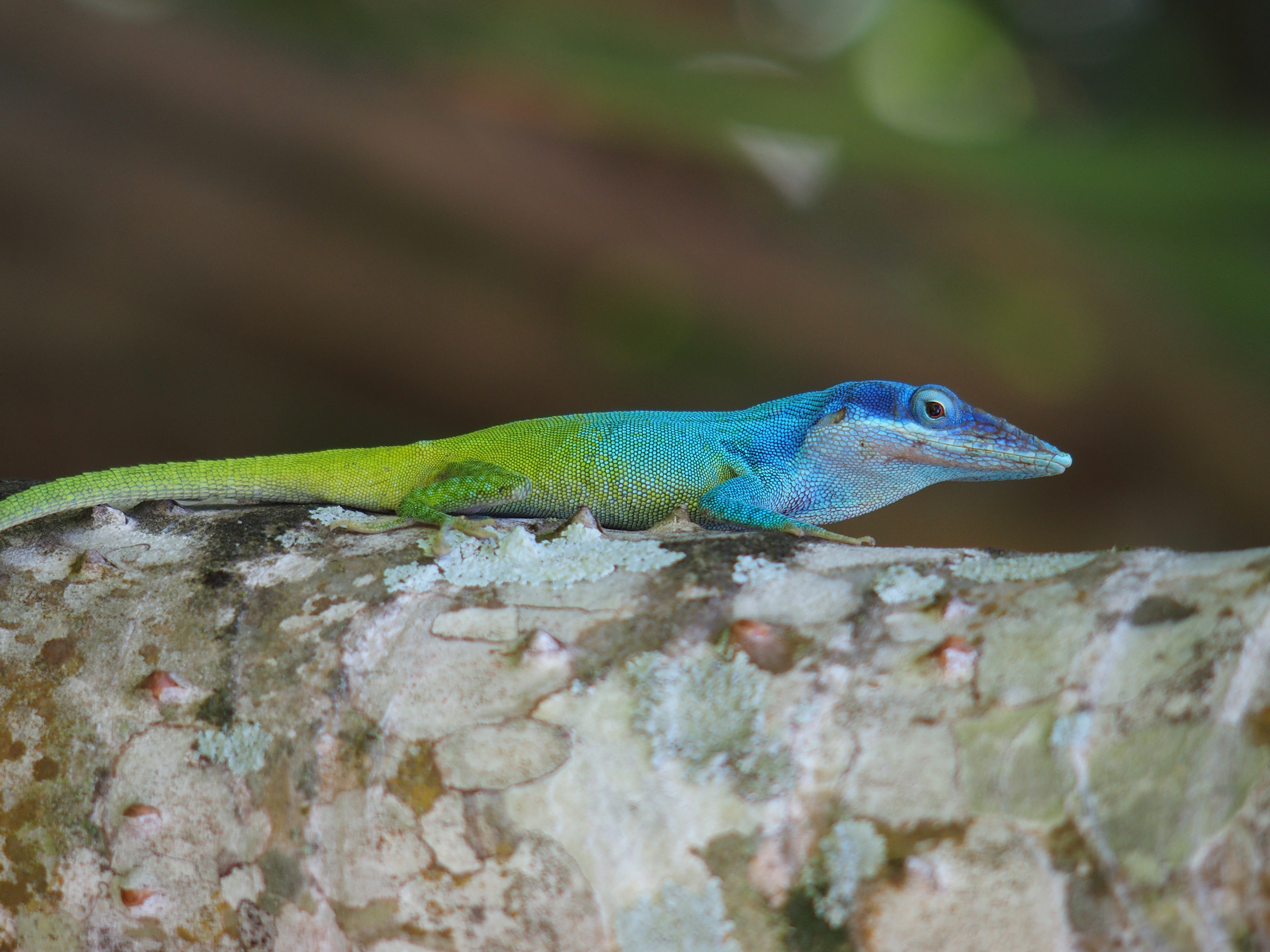
Im botanischen Garten von Cienfuegos
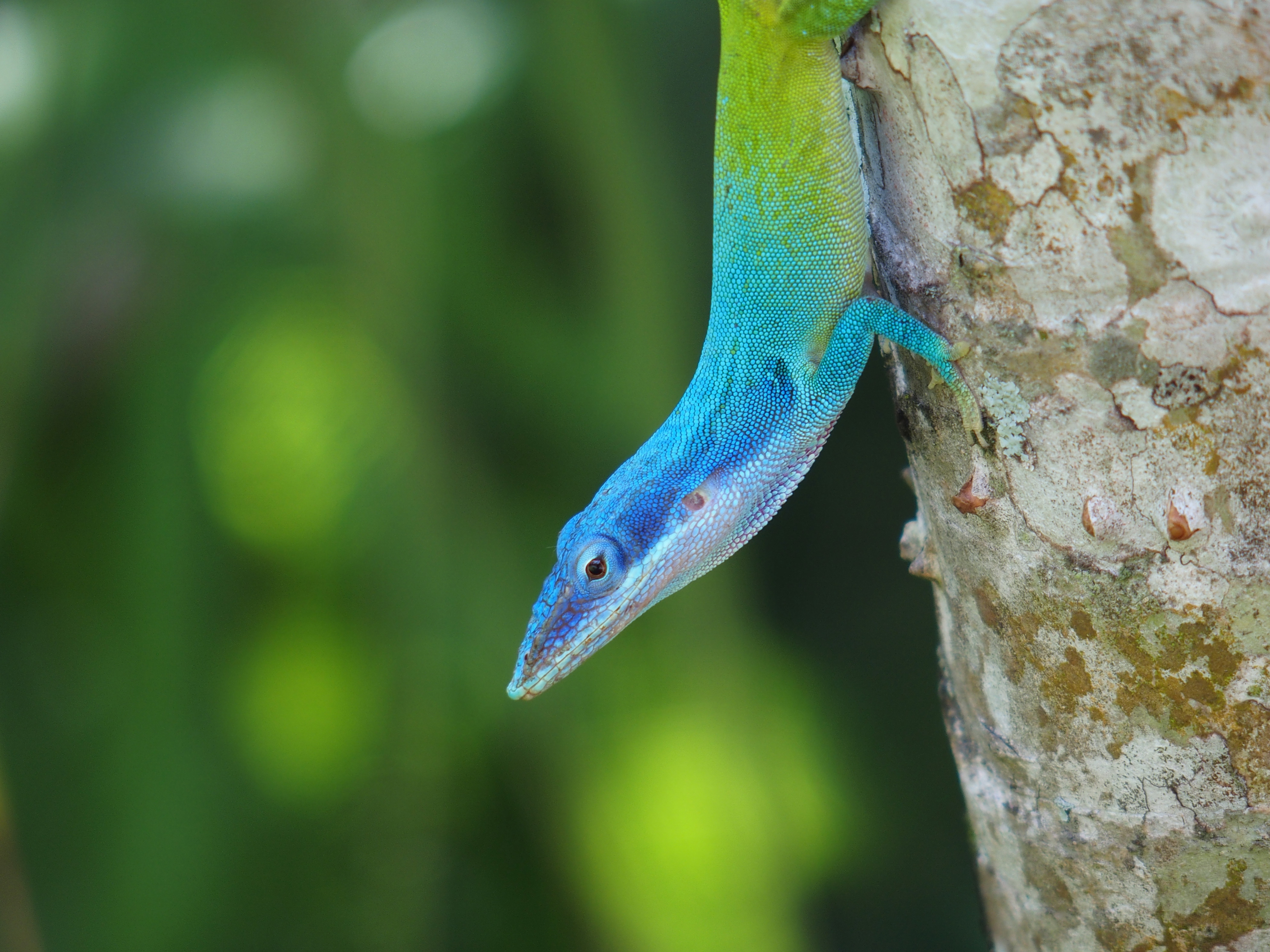
Männliches Tier
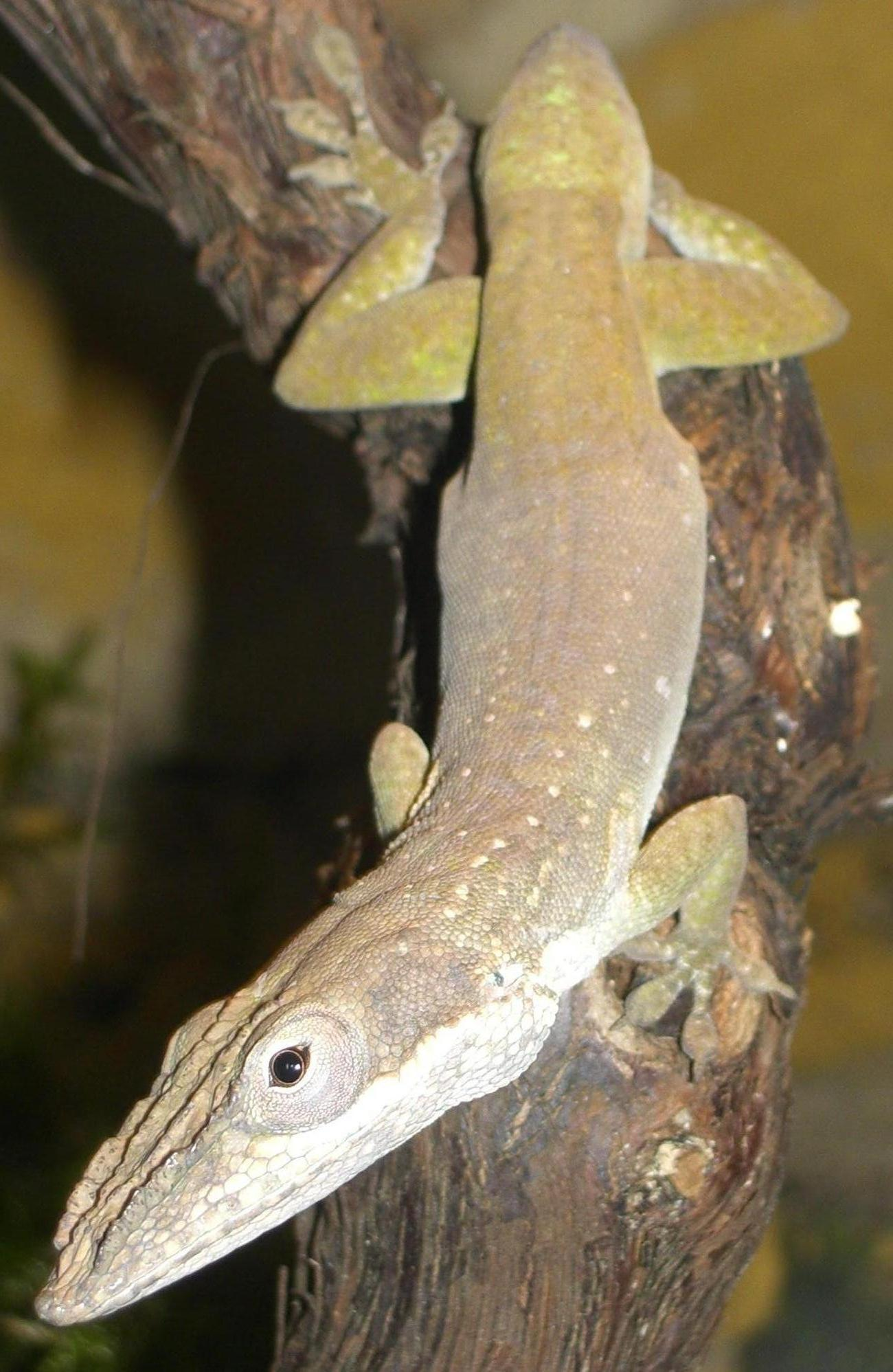
Männliches Tier im Terrarium
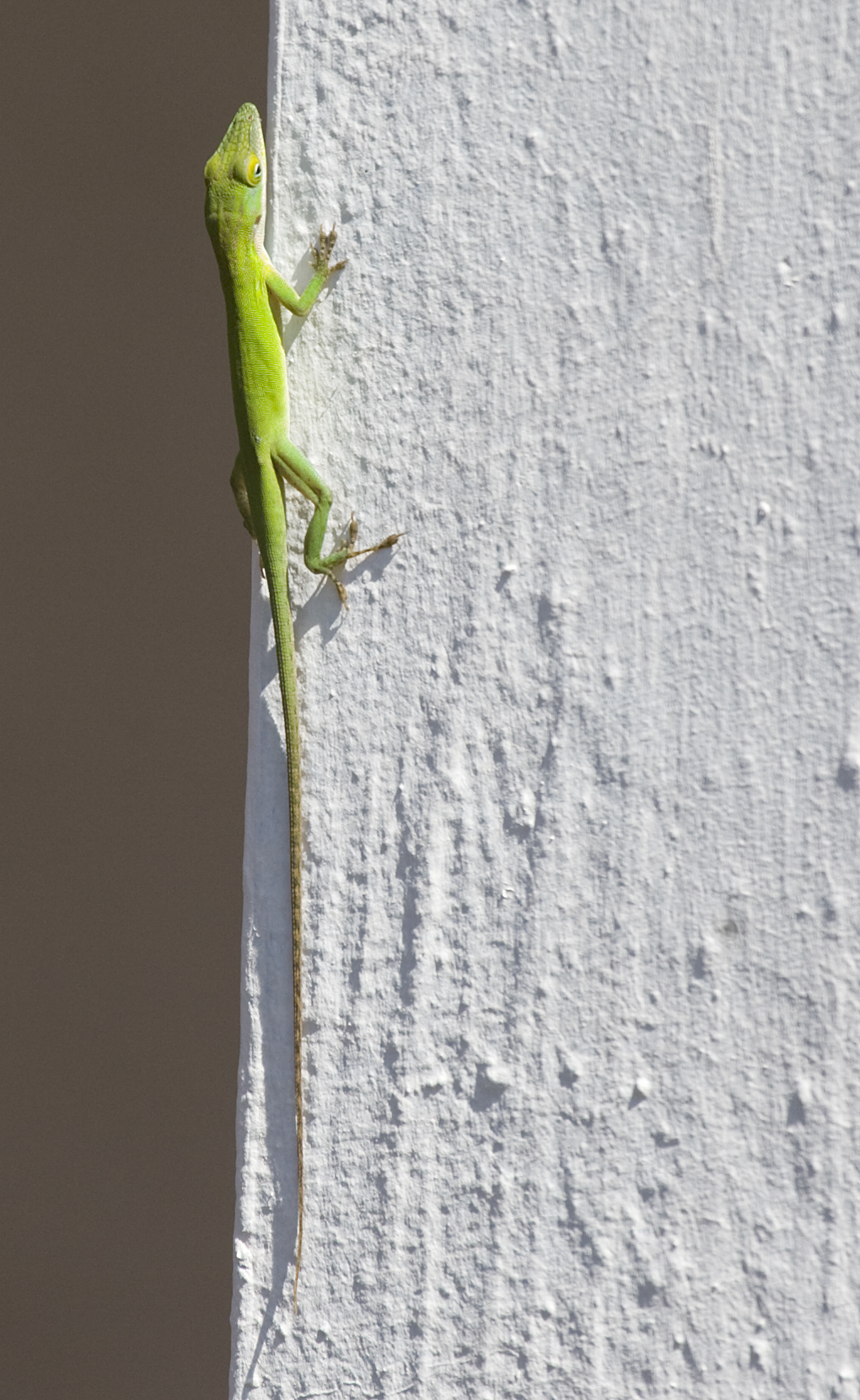
Weibliches Tier
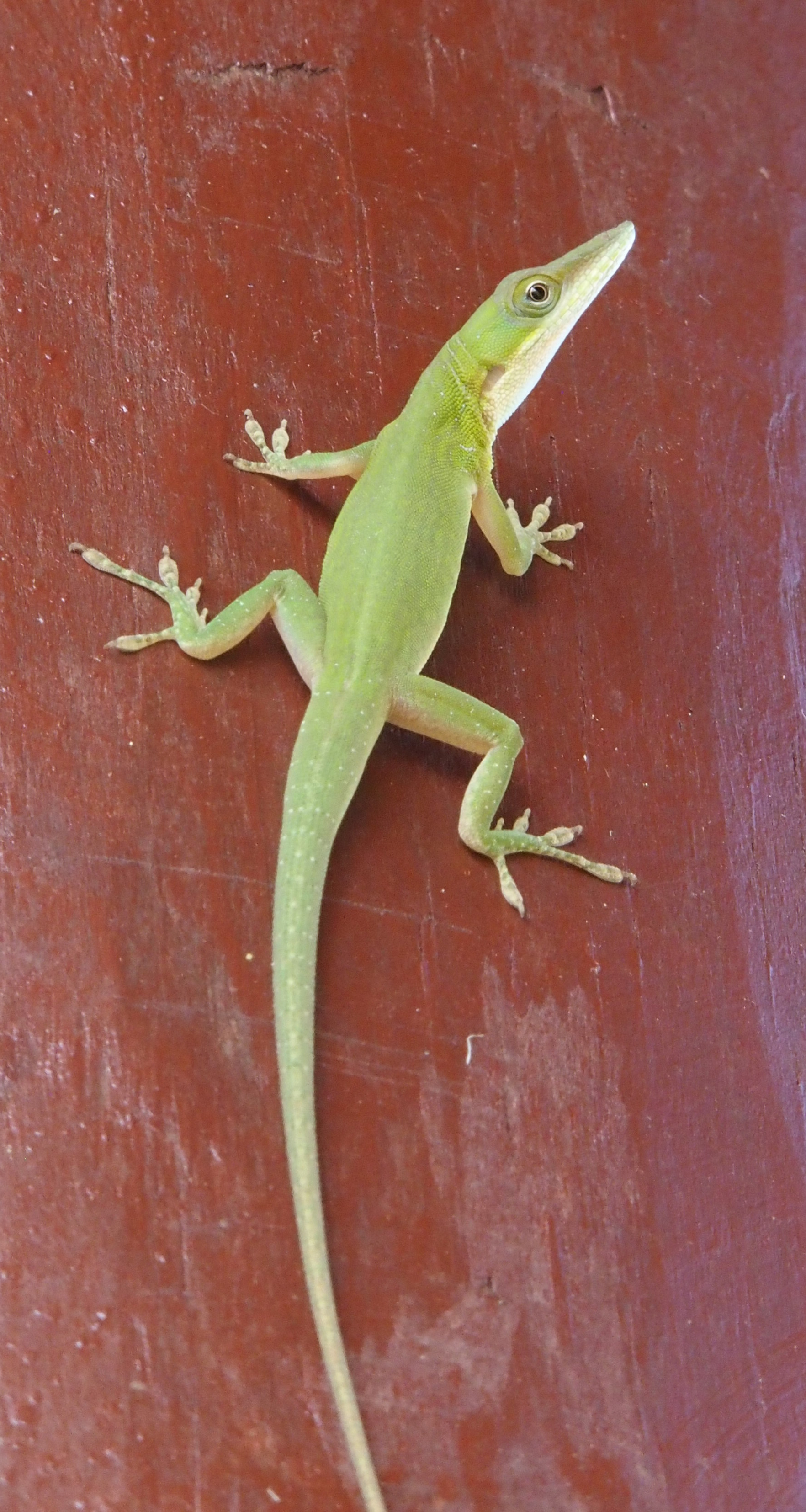
Grünes Anolis Weibchen